# Andasibe (Kandreho)
Andasibe is een plaats en commune in het noordwesten van Madagaskar, behorend tot het district Kandreho, dat gelegen is in de regio Betsiboka. Tijdens een volkstelling in 2001 telde de plaats 60.100 inwoners.